# مرکز تحقیق و توسعه مهندسی
مرکز تحقیق و توسعه مهندسی (انگلیسی: Engineer Research and Development Center) به اختصار ایی‌آردی‌سی (ERDC) سازمانی وابسته به سپاه مهندسی ارتش ایالات متحده است.
دفتر مرکزی آن در می‌سی‌سی‌پی است.
این سازمان در اکتبر ۱۹۹۹ تأسیس شد. این سازمان تحقیقاتی متشکل از هفت آزمایشگاه است.